# Soława
Soława (niem. Saale) – rzeka w Niemczech (Turyngia). Lewy dopływ Łaby (ujście powyżej Magdeburga).
Długość: 427 km
Powierzchnia dorzecza: 23,7 tys. km²
Źródła: góry Smreczany
Główne dopływy:
- prawe
  - Biała Elstera
- lewe
  - Ilm
  - Unstruta
  - Schwarza

Większe miasta nad Soławą:
- Halle
- Jena
- Hof

Żeglowna na odcinku ok. 170 km.
Stan lub potencjał ekologiczny wód Soławy według planu gospodarowania wodami na obszarze dorzecza Łaby na lata 2016-2021 określono na większości jej długości jako słaby lub zły, tylko miejscami jako umiarkowany. Stan chemiczny wód jest zły, głównie z powodu zanieczyszczeń określanych jako wszędobylskie.